# Ram Raja Prasad Singh
Ram Raja Prasad Singh (nep. राम राजा प्रसाद सिंह; ur. 1936, zm. 12 września 2012 w Katmandu) – nepalski polityk i dawny bojownik komunistyczny. Kandydat w elekcji pierwszego prezydenta Nepalu w lipcu 2008.

## Młodość i edukacja
Ram Raja Prasad Singh urodził się w dystrykcie Saptari w Nepalu. Jego ojciec, Jaya Mangal Prasad Singh, był zamożnym właścicielem ziemskim. W 1942 do Nepalu przybyło dwóch indyjskich socjalistów, Jayprakash Narayan i Ram Manohar Lohia, w celu zdobycia poparcia dla organizacji Quit India Movement do walki przeciw brytyjskim rządom kolonialnym w Indiach. Zatrzymali się oni w domu rodzinnym Prasad Singha, jednakże zostali aresztowani przez nepalską policję. Ojciec Singha, razem z kilkoma innymi bojownikami, wziął udział w akcji ich uwolnienia. W konsekwencji został aresztowany i skazany na karę więzienia za zabicie dwóch osób w czasie ataku. Rama Raja Prasad Singh i jego brat Laxman, razem ze swoim ojcem, przebywali w więzieniu do czasu uzyskania przez Indie niepodległości w 1947.
Ram Raja Prasad Singh ukończył literaturę na Uniwersytecie Patna. Studiował również prawo na Uniwersytecie w Delhi. Spotkał się tam z południowoamerykańskim rewolucjonistą Che Guevarą, który doradził mu podjęcie walki partyzanckiej w celu obalenia monarchii w Nepalu.

## Działalność partyzancka
Po powrocie z Indii, Prasad Singh założył w Nepalu organizację Janabadi Morcha, której celem było obalenie rządów monarchistycznych na drodze zbrojnej rewolucji. Ugrupowanie to było odpowiedzialne za serię eksplozji bombowych w Katmandu i innych miastach 20 czerwca 1985, w wyniku których zginęło 8 osób, w tym jeden członek parlamentu. W stolicy bomby eksplodowały w pobliżu pałacu królewskiego, ekskluzywnego hotelu należącego do rodziny królewskiej, siedziby premiera oraz parlamentu.
Za zorganizowanie ataków Prasad Singh został zaocznie skazany na karę śmierci. Nie został jednak zatrzymany i kontynuował działalność w podziemiu.

## Działalność polityczna
17 lipca 2008 Ram Raja Prasad Singh został oficjalnie kandydatem Komunistycznej Partii Nepalu (Maoiści) do urzędu prezydenta Nepalu, którego wyboru na dokonać Zgromadzenie Konstytycyjne. Kandydatura Ram Raji Prasad Singha miała uzyskać także poparcie trzech partii, reprezentujących region Teraju, co zapewniłoby mu wymaganą większość w Zgromadzeniu Konstytucyjnym. Ostatecznie jednak do tego nie doszło ponieważ partia maoistowska nie zgodziła się poprzeć kandydata partii z Teraju, Madhesi Jana Adhikar Forum, do urzędu wiceprezydenta Nepalu.
W pierwszym głosowaniu 19 lipca 2008 Zgromadzenie Konstytucyjne nie zdołało wybrać prezydenta ponieważ żaden z kandydatów nie zdobył wymaganych co najmniej 298 głosów. Ram Raja Prasad Singh otrzymał 270 głosów i zmierzy się 21 lipca 2008 drugiej rundzie głosowania z Ram Baran Yadavem z Komunistycznej Partii Nepalu (Zjednoczenie Marksistowsko-Leninowskie), który uzyskał 283 głosy poparcia.
W drugiej rundzie głosowania otrzymał 282 głosy poparcia i przegrał z Ram Baran Yadavem, który zdobył 308 głosów członków Zgromadzenia Konstytucyjnego.